# Campeonato Paulista de Futebol Sub-15 de 2018
O Campeonato Paulista de Futebol Sub-15 de 2018 foi uma competição amadora organizada pela Federação Paulista de Futebol (FPF). O torneio que é, no estado de São Paulo, o estadual da categoria sub-15, foi disputado por 67 clubes.

## Regulamento
O Campeonato Paulista Sub-15 foi disputado por 67 (sessenta e sete) clubes. Na primeira fase os clubes jogaram dentro dos respectivos grupos em turno e returno, classificando-se para a segunda fase os três melhores colocados em cada grupo e os 5 melhores quartos colocados. Na segunda fase os 32 (trinta e dois) clubes classificados se enfrentaram em turno e returno, divididos em 8 (oito) grupos com 4 (quatro) equipes cada, apenas o campeão e o vice avançaram para a próxima fase. A terceira fase contou com os 16 (dezesseis) clubes classificados da fase anterior, divididos em 4 (quatro) grupos de 4 (quatro) equipes cada, em turno e returno se classificando apenas o campeão e o vice de cada grupo. A partir da quarta fase, o torneio entrou no sistema eliminatório, os clubes disputaram confrontos de ida e volta e o time que tiver maior desempenho classificou-se para a fase seguinte. O mando de campo foi decido pela campanha das equipes em todas as fases, ou seja, computados os pontos desde a primeira fase.

### Critérios de desempate
Acontecendo igualdade no número de pontos entre dois ou mais clubes, aplicam-se sucessivamente, os seguintes critérios técnicos de desempate:
- Maior número de vitórias;
- Maior saldo de gols;
- Maior número de gols marcados;
- Menor número de cartões vermelhos recebidos;
- Menor número de cartões amarelos recebidos;
- Sorteio público na sede da FPF.

Entende-se por melhor campanha, o maior número de pontos ganhos acumulados por determinado clube, seguindo, se necessário, a ordem de critérios de desempate, considerando-se todas as fases do torneio.

## Primeira fase
A primeira fase do torneio foi disputada pelos sessenta e seis clubes em turno e returno entre os dias 7 de abril a 9 de julho. Os clubes foram compostos em nove grupos, sendo cinco grupos com sete e quatro com oito equipes.

### Grupo 1
- 1. ^ O José Bonifácio perdeu 4 pontos por infringir o artigo 214.

### Grupo 2
- 1. ^ O América perdeu 1 ponto por infringir o artigo 214.

### Grupo 4
- 1. ^ O São Carlos perdeu 3 pontos por infringir o artigo 214.
- 2. ^ O Independente perdeu 1 ponto por infringir o artigo 214.

### Grupo 7
- 1. ^ O São José perdeu 3 pontos por infringir o artigo 214.

### Grupo 9
- 1. ^ A equipe do Guarujá foi excluída da competição.

## Segunda fase
A segunda fase do torneio foi disputada pelos 32 clubes em turno e returno entre os dias 28 de julho e 1 de setembro. Os clubes foram compostos em seis grupos com quatro equipes cada.